# Кубок Лихтенштейна по футболу 2012/2013
Кубок Лихтенштейна 2012/2013 — шестьдесят восьмой сезон ежегодного футбольного соревнования в Лихтенштейне. Победителем турнира стал клуб «Вадуц», обыгравший в финале «Бальцерс» в серии послематчевых пенальти. Победитель кубка квалифицировался в первый квалификационный раунд Лиги Европы УЕФА 2013/2014.

## Первый раунд
Матчи первого раунда прошли 21—22 августа 2012 года.
| Команда         | счёт | Команда        |
| --------------- | ---- | -------------- |
| Вадуц II        | 1:0  | Тризенберг II  |
| Руггелль II     | 5:0  | Тризен II      |
| Эшен-Маурен III | 0:5  | Руггелль       |
| Бальцерс III    | 2:4  | Эшен-Маурен II |

## Второй раунд
Матчи второго раунда состоялись 26 сентября — 3 октября 2012 года
| Команда        | счёт              | Команда     |
| -------------- | ----------------- | ----------- |
| Эшен-Маурен II | 1:4               | Шан         |
| Руггелль       | 0:0 (по пен. 5:3) | Шан Аццурри |
| Вадуц II       | 0:3               | Руггелль II |
| Тризен         | 2:1               | Бальцерс II |

## 1/4 финала
В четвертьфиналах победители второго раунда встретились с полуфиналистами предыдущего розыгрыша кубка: командами «Вадуц», «Эшен-Маурен», «Бальцерс» и «Тризенберг». Игры состоялись 6-7 ноября 2012 года
| Команда     | счёт | Команда     |
| ----------- | ---- | ----------- |
| Руггелль II | 0:5  | Тризенберг  |
| Руггелль    | 0:2  | Бальцерс    |
| Шан         | 0:3  | Вадуц       |
| Тризен      | 0:5  | Эшен-Маурен |

## 1/2 финала
Полуфиналы состоялись 30 марта и 17 апреля 2013 года.
| Команда     | счёт | Команда    |
| ----------- | ---- | ---------- |
| Бальцерс    | 2:0  | Тризенберг |
| Эшен-Маурен | 0:2  | Вадуц      |

## Финал
| 1 мая 2013 года            | \| Бальцерс \| 1:1 (1:1) д.в., п. 0:3 \| Вадуц \| \| 30′ Акьер \| Голы \| 22′ Афонсо \| \| Квинтанс · Т. Бек · Губшер \| Пенальти \| Тигазуи · Абегглен · Сара \| | Райнпарк, Вадуц Зрителей: 1,300 Судья: Николай Хённи (Швейцария) |
| Бальцерс                   | 1:1 (1:1) д.в., п. 0:3 | Вадуц                                                            |
| 30′ Акьер                  | Голы | 22′ Афонсо                                                       |
| Квинтанс · Т. Бек · Губшер | Пенальти | Тигазуи · Абегглен · Сара                                        |

| Победитель Кубка Лихтенштейна 2012—2013 |
| --------------------------------------- |
| Вадуц 41-й титул                        |